# Embarazados
Embarazados es una película española de 2016 dirigida por Juana Macías y protagonizada por Paco León y Alexandra Jiménez.

## Argumento
Alina (Alexandra Jiménez) quiere tener hijos, pero Fran (Paco León), su pareja, no lo tiene tan claro ya que las cosas le van bien y no quiere arriesgarse a que eso cambie. Cuando el ginecólogo (Karra Elejalde) les informa de que van a tener problemas para concebir un hijo, las cosas se complican. El semen del varón es de baja calidad y la mujer tiene un diagnóstico de premenopausia. Los jóvenes han de decidir si someterse a un tratamiento de fecundación artificial o renunciar a tener hijos. Fran duda entre ser padre o no tener esa responsabilidad. Sin embargo, Alina está decidida a ser madre y está dispuesta a todo, hasta a pagar de su bolsillo los 8.000 € del tratamiento.

## Reparto
- Paco León como Fran.
- Alexandra Jiménez como Alina.
- Karra Elejalde como el ginecólogo.
- Ernesto Sevilla como Tito.
- Alberto Amarilla como Guillermo.
- Ainhoa Aierbe como Alma.
- Goizalde Núñez como Verónica.
- Elisa Mouliaá como Gloria.
- Belén López como Teresa.
- Guiomar Puerta como la chica gafapasta.
- Iñaki Font como Koldo.
- Urko Zubiria como Nico.
- Martin Izaguirre como Martín.
- Sandra Mokrzycka como Nadia.
- Milosz Myliwiec como Adrián.
- Zywila Pietrzak como Kathy.
- Yaël Belicha como la enfermera.
- Cristina Pons como la madre activista.
- Manuela Poison Pons como la hija de la madre activista.
- Leire Zuazua como la madre relactadora.
- Natalia Hernández como la mujer ansiosa.
- Carmen San Esteban como la funcionaria.
- Magdalena Aizpurua como la abogada jefa.
- Maribel Salas como la psicóloga.
- Elvira Cuadrupani como la mujer Betaespera.
- Anartz Zuazua como el hombre Betaespera.
- Eva Ugarte como la chica emo.
- Ingrid García-Jonsson como la chica 25 de la fiesta.
- Mary Ruiz como Clarissa.
- Itziar Urretabizkaia como la compradora en el mercadillo.
- Nagore Cenizo como la cajera de la tienda de DVD.
- Mercedes Eizaga como la auxiliar clínica.
- Goizane Romaratezabala como la repartidora.
- Diego Sempere como el DJ de la fiesta.
- Christel Berazadi como la monitora de la piscina.
- Olatz Ganboa como la trabajadora del estudio de animación.
- Jon Mendía como el trabajador del estudio de animación.
- Carmen Podio como la chica friki.
- Adriana Sancho Canelada como una niña de la fiesta.
- Laia Sanz Martínez como una niña de la fiesta.
- Udane García Biain como un niño de la fiesta.
- Lucía García Biain como una niña de la fiesta.
- Andrea García Biain como una niña de la fiesta.
- Markel Herrero como un niño de la fiesta.
- Haritz Iguain como un niño de la fiesta.
- Catalina Agúndez como una niña de la fiesta.
- Javi Alaiza.
- Natalia Hernández.
- Eva Trancón.
- Ana Labordeta como la doctora.
- Eva Llorach.
- Lola Markaida como la mujer chunga.

## Crítica
Nada más salir la película, en la página web del periódico El País se publicó la crítica de Javier Ocaña, llamada Sentimientos in vitro. 

«Casi seis años después de su debut, la notable Planes para mañana, Juana Macías tiene nueva película, Embarazados, con un decidido viraje desde el drama de autor hasta la comedia dramática de intenciones más comerciales. Una opción quizá más complaciente pero seguramente inevitable en los tiempos que corren. Pero una opción que queda por debajo de las expectativas creadas con aquel estiloso primer apunte por trasladar a la pantalla las emociones y las soledades de la joven mujer contemporánea.

»En Embarazados sigue habiendo plena contemporaneidad: en los trabajos, en las actitudes, en las ilusiones, en las conversaciones, sobre todo alrededor del gran tema de la película, las dificultades de las mujeres cerca de los cuarenta para alcanzar un acuerdo con la pareja en el tema de la procreación y, llegados a este punto, a lograrlo desde el punto de vista más físico. Pero hablar de asuntos muy modernos no significa que no acabes siendo costumbrista en el mal sentido de la palabra, que abarques sin apretar, que las críticas carezcan de filo. Cuanto más despendolada se hace la película, menos resulta, sobre todo porque no hay gracia en ese descontrol (la teta como metralleta de maternidad; la descripción de la noche de amor con la joven sexy). Y sin embargo, casi de forma sorprendente, la película encuentra sus mejores momentos en el drama, en la discusión, en el problema verdadero y no en la tontería insustancial, comandados por la verdad que desprenden esos textos y la magnífica actriz que es Alexandra Jiménez.»